# Студена (област Смолян)
Вижте пояснителната страница за други значения на Студена.
Студена е село в Южна България. То се намира в община Мадан, област Смолян.

## География
Село Студена се намира в планински район. Заобиколено е от дъбови, букови и борови гори. Разположено е изцяло по планински склон и разделено на три части – махали.

## Религии
Жителите на село Студена изповядват Ислям. Те са мюсюлмани с български произход или така наречените българо-мохамедани. В селото има собствена малка джамия, наричана „мечит“ (на арабски джамия е „мазджит“ или „мазгит“), където мъжете ходят да се молят ежедневно, а жените посещават само по празници или през месец Рамадан. Жените не е желателно да се молят в него всеки ден, за това те се молят вкъщи. Изграждането на сгради с цел религиозна дейност в повечето случаи става чрез събиране на помощи от населението. Всеки помага с каквото може – тези, които нямат възможност да помогнат финансово, даряват дрехи или други домашни предмети, които се разпродават на ежегоден търг сред населението на селото.

## Обществени институции
Селото разполага с медицински център и лекар, който живее там и е на разположение през цялото време. В селото има детска градина и начално училище, които вече не функционират, поради липсата на достатъчно деца. Обучението вече става в съседното село, като децата се превозват всяка сутрин с училищни автобуси. Работи кметството в селото, където населението може да се обръща за решаването на всякакви проблеми и спорове. Запазено е и кметството на селото, където жителите могат да получат съдействие по различни въпроси и административни услуги.

## Редовни събития
Сред ежегодните събития е провежданият в селото курбан. Със съдействието на цялото население, както и с помощта на дарения, всяка година в селото се събират средства за провеждането на курбана. За постоянните жители на селото това е най-голямото събитие за годината, тъй като тогава могат да се видят с близки и роднини, които са дошли специално да ги уважат. Идват гости и от съседните села, както и от общинските институции.
Често курбанът се е използвал и за набиране на дарения, чрез търгове на дарени стоки или чрез директно събиране на средства, за подпомагане дейността на джамията или за други планирани подобрения по инфраструктурата.

## Други
Основната прехрана на населението, както и повечето села в региона, си остава собствената продукция, а именно: боб, картофи и други култури, които жителите си отглеждат. Всяко семейство си има собствена крава и товарно животно – кон, муле или магаре. В последно време поради застаряване на населението и отсъствието на по-младите хора, много семейства се отказват от отглеждането на животни и обработването на земята. Все повече земи остават пустеещи и с годините се залесяват по естествен път.